# Android Cupcake
Android Cupcake  (version 1.5) est une version majeure d'Android développée par Google déployable sur les téléphones Android à partir de avril 2009. Elle n'est plus supportée[réf. nécessaire]. 
Cette version inclut de nouvelles fonctionnalités pour les utilisateurs et les développeurs, ainsi que des modifications dans l'API du framework Android. Pour les développeurs, la plate-forme Android 1.5 est disponible en tant que composant téléchargeable pour le SDK Android.

## Nouveautés
Android 1.5 incluait de nouvelles fonctionnalités telles qu'un clavier à l'écran, les widgets, l'enregistrement vidéo et la prise en charge Bluetooth en stéréo.